# Přáslavice
Přáslavice jsou obec v okrese Olomouc v Olomouckém kraji. Žije zde přibližně 1 500 obyvatel.

## Název
V nejstarším dokladu z roku 1131 je zachycen starobylý tvar Přějaslavici, který původně označoval obyvatele vsi. Jeho základem bylo osobní jméno Přějaslav odvozené (v první části) od slovesa přějieti - "přejmout".  Dalším hláskovým vývojem došlo ke zkrácení osobního i místního jména na Přáslav(ice). Význam nejstaršího tvaru byl "Přějaslavovi lidé". (Osobní jméno Prějaslav bylo rozšířeno především ve východoslovanské oblasti (v podobě Pěrějaslav), kde od něj rovněž byla odvozena řada jmen sídel (např. Perejaslav).)
V letech 1869–1880 nesla název Přaslovice.

## Historie
První písemná zmínka o obci pochází z roku 1131 (Preiazlauici), kdy se o Přáslavicích zmiňuje listina olomouckého biskupa Jindřicha Zdíka.
Struktura půdního fondu
Využití pozemků v obci Přáslavice (dle ČSÚ k 31. 12. 2022)
| Druh pozemku          | Plocha   | Zastoupení |
| Orná půda             | 390,9 ha | 53,7 %     |
| Chmelnice             | 34,5 ha  | 4,7 %      |
| Zahrady               | 26,3 ha  | 3,6 %      |
| Trvalé travní porosty | 110,0 ha | 15,1 %     |
| Lesní půda            | 17,9 ha  | 2,5 %      |
| Vodní plochy          | 2,6 ha   | 0,4 %      |
| Zastavěné plochy      | 17,5 ha  | 2,4 %      |
| Ostatní plochy        | 128,6 ha | 17,7 %     |
| Celková výměra k. ú.  | 728,3 ha | 100,0 %    |

## Obyvatelstvo
| Rok            | 1869 | 1880 | 1890  | 1900  | 1910  | 1921  | 1930  | 1950  | 1961  | 1970  | 1980  | 1991  | 2001  | 2011  | 2021  |
| -------------- | ---- | ---- | ----- | ----- | ----- | ----- | ----- | ----- | ----- | ----- | ----- | ----- | ----- | ----- | ----- |
| Počet obyvatel | 769  | 873  | 1 046 | 1 139 | 1 162 | 1 139 | 1 186 | 1 267 | 1 382 | 1 358 | 1 324 | 1 195 | 1 274 | 1 362 | 1 437 |
| Počet domů     | 111  | 133  | 142   | 156   | 177   | 183   | 213   | 225   | 263   | 262   | 273   | 278   | 293   | 312   | 357   |

## Obecní správa
Mezi lety 1869–1979 Přáslavice byly obcí v okrese Olomouc (1869–1910), poté v okrese Olomouc-venkov (1921–1930), poté v okrese Olomouc-okolí (1950) a později v okrese Olomouc. Od 1. ledna 1980 do 23. listopadu 1990 patřily jako část města k Velké Bystřici a od 24. listopadu 1990 jsou opět samostatnou obcí.
Obec Přáslavice je ve sdružení Mikroregion Bystřička, do kterého patří okolní obce (Bukovany, Daskabát, Doloplazy, Hlubočky, Mrsklesy, Bystrovany, Svésedlice, Tršice, Velká Bystřice a Velký Újezd). Členství v tomto sdružení prostřednictvím finančních dotací pomáhá jak živnostníkům v obci, tak i obci samotné při realizace svých projektů. 

### Části obce
- Přáslavice, dílčí části Dolní konec, Horní konec, Státní cesta, Stádlo, Vilky, Hliník, samota Sušírna, samota Pod Skalou.
- Kocourovec

### Obecní symboly
Znak a vlajka byly obci uděleny rozhodnutím předsedy Poslanecké sněmovny Parlamentu České republiky dne 18. listopadu 1998.
Obilný klas - prezentuje zemědělskou obec, přeslice s předivem - pracovní techniku a předivo, nit (příze) s cívkou - odvození jména zakladatele (Přaslav - Přáslav), květ lilie stylizovaný - znamení jména části obce Kocourovec (za války Liliendorf - Liliová), červená barva - zemědělská půda, zelená barva - hřbet Nízkého Jeseníku s Oderskými vrchy.

## Pamětihodnosti
- Kaple svatého Rocha. K založení obecní kaple došlo v roce 1767. Kaple je dodnes nejstarší a nejcennější stavební památkou obce
- Boží muka na západním kraji vesnice u silnice na Olomouc
- Kamenná boží muka z roku 1867 při polní cestě ze Svésedlic na Kocourovec
- Pomník padlých za první a druhé světové války v Přáslavicích se zvoničkou církve husitské
- Kaple Panny Marie Lurdské na Kocourovci, postavena roku 1867
- Bunkr Přáslavice – telekomunikační bunkr ze 70. let 20. století přístupný veřejnosti
- Rozhledna Božka z roku 2009 vysoká 21 metrů

## Osobnosti
- František Glauder (1909–1942), československý pilot Royal Air Force, oběť druhé světové války
- Zdeněk Glír (1922–?), válečný palubní střelec na letounech RAF.[11]
- Josef Turek (9. září 1926) – válečný veterán, československý tankista od Dunkerque[12][13]

## Sporty
- Florbal
- Fotbal – FK Přáslavice – II. třída muži
- Sbor dobrovolných hasičů
- Zumba